# Ngodwana
Ngodwana ist eine Stadt im Distrikt Ehlanzeni in der südafrikanischen Provinz Mpumalanga. Sie hat eine Fläche von 12,20 km² und 3483 (Stand: 2011) Einwohner.

## Geographie
Ngodwana ist von Bergen umgeben. Die Stadt erstreckt sich über eine Fläche von 12,20 km² und befindet sich in der Nähe des Ngodwana Dam, der sich am Ngodwana River südlich der Stadt befindet.

## Bevölkerung
Ngodwana hat eine Bevölkerung aus verschiedenen ethnischen Gruppen, die hier leben. Laut der Volkszählung von 2011 besteht die Bevölkerung zu 60,2 % aus Schwarze, 36,7 % Weißen, 1,7 % Coloureds und 1,2 % Indern/Asiaten. Die Mehrheit der Einwohner spricht Swasi (35,0 %) und Afrikaans (32,1 %), während Englisch von 9,7 % der Bevölkerung gesprochen wird.